# Вилла Башня (Краков, Пшегожалы)
Вилла Башня, другой вариант — Одынец (пол. Willa Baszta, Odyniec) — архитектурный памятник, находящийся на улице Йодловая, 13а в краковском районе Звежинец. Здание внесено в реестр охраняемых памятников Малопольского воеводства.
Вилла была построена на Пшегожальском холме на юго-западном участке Вольского леса. С находящейся в западной части террасы открывается вид на долину Вислы и возвышенность Подгуже-Велицке. Ниже Виллы Башни находится заповедник Пшегожальские скалки.
Здание было спроектировано польским архитектором Адольфом Шишко-Богушем, который в 1916 году выкупил земельный участок площадью 9 акров у монашеского ордена камедулов. Строительство здания было начато в 1928 году и закончено в 1929 году.
Здание построено в стиле модернизма в виде ротонды со средневековыми элементами романтического историзма. Над порталом виллы находятся два картуша с гербами. На левом картуше находится герб Адольфа Шишко-Богуша Одынец и на правом — герб Кораб. На территории виллы находился бассейн и сад. Ниже виллы на подъездной дороге находился гараж, а возле подножия холма находился домик сторожа.
В 1940 году находилась в собственности Адольфа Шишко-Богуша. Но когда губернатор Краковского дискрикта Отто Густ Вехтер захотел получить Виллу Башню для своей летней резиденции, Шишко-Богушу было предложено сдать её в аренду или переехать в другое место. Шишко-Богуш не согласился на предложение и 19 декабря 1940 года был арестован по сфабрикованным причинам (позже был освобождён, и в первой половине 1941 года начал работать над проектом будущего замка Вантерберг), а Вилла Башня была передана губернатору Галицкого дистрикта Отто Густаву Вехтеру. Около виллы в 1943 году был построен Замок Вартенберг, первоначально предназначенный для летней резиденции губернатора и позднее переданный СС для санаторного лечения.
После Второй мировой войны здание стало государственной собственностью. В конце 1945 года родственники архитектора Адольфа Шишко-Богуша предприняли попытки вернуть виллу в свою собственность. В 1952 году Вилла Башня была передана Институту исследования леса при Министерстве лесного хозяйства. В 1973 году Вилла Башня была передана Институту полонистики Ягеллонского университета.
В 1976 году около Виллы Башни начали строительство Коллегиума имени Казимежа Пулаского по проекту архитекторов Томаша Маньковского и Дариуша Козловского, которое было закончено в 1991 году. В настоящее время в этом здании находится Институт европейских исследований.
30 мая 1986 года Вилла башня была внесена в реестр охраняемых памятников Малопольского воеводства (№ А-643).

## Галерея

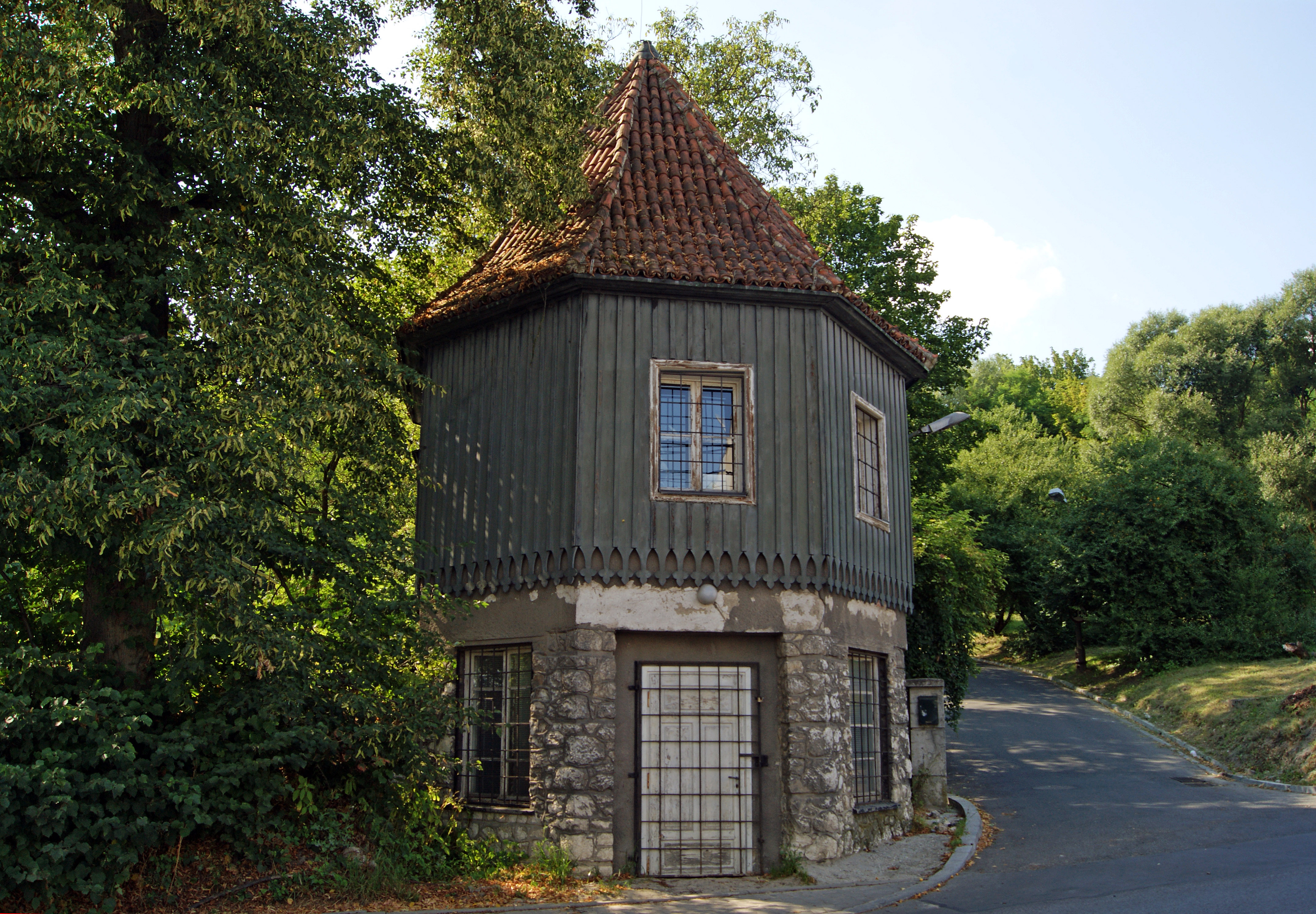
Домик сторожа
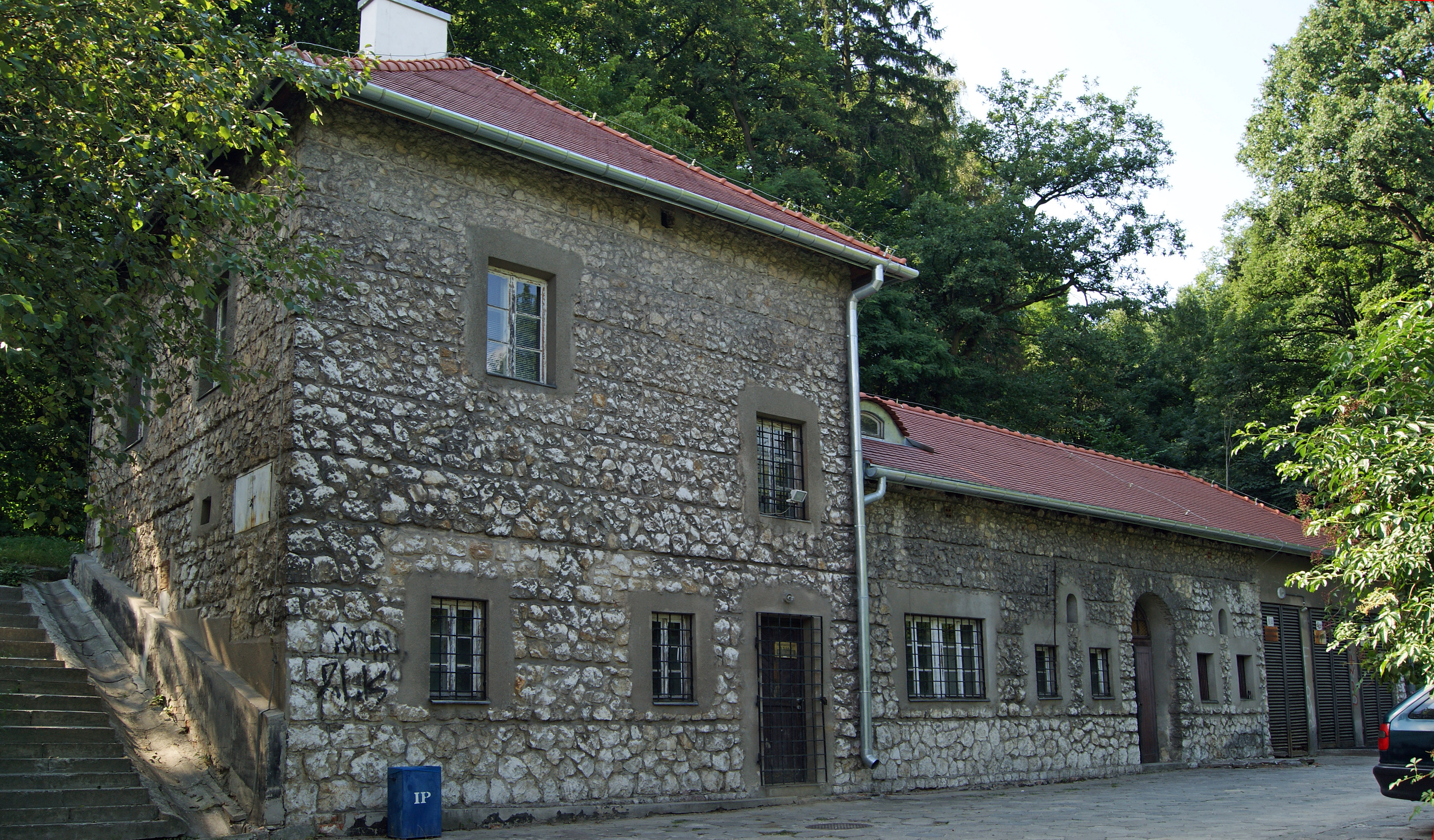
Гараж